# Баландин, Александр Сергеевич
Алекса́ндр Серге́евич Бала́ндин (род. 20 июня 1989 года в Петрозаводске, Россия) — российский гимнаст; вице-чемпион мира 2013 года в упражнении на кольцах, чемпион Европы в упражнении на кольцах (2012), обладатель Кубка мира в упражнении на кольцах (2009/2010), 3 — кратный чемпион (2008, 2010, 2011) и бронзовый призёр (2007) чемпионата России, 2 — кратный обладатель Кубка России, победитель и серебряный призёр Универсиады 2009, неоднократный призёр и победитель этапов Кубка мира.
Заслуженный мастер спорта России, член национальной сборной России по спортивной гимнастике, спортсмен-инструктор республиканского Центра спортивной подготовки «Школа высшего спортивного мастерства» Александр Баландин признан «Человеком 2012 года Республики Карелии».

## Спортивные достижения
| Год  | Турнир           | Место проведения | Вид программы | Место | Очки   | Место (квалиф.) | Очки (квалиф.) |
| ---- | ---------------- | ---------------- | ------------- | ----- | ------ | --------------- | -------------- |
| 2007 | Кубок мира       | Глазго           | Кольца        | 3     | 15.900 | 4               | 15.325         |
| 2008 | Кубок России     | Пенза            | Кольца        | 1     | 16.400 | 3               |                |
| 2008 | Кубок мира       | Доха             | Кольца        | 3     | 16.125 |                 |                |
| 2008 | Чемпионат России | Пенза            | Кольца        | 1     | 16.450 | 2               |                |
| 2009 | Кубок Мира       | Москва           | Кольца        | 3     | 15.175 |                 |                |
| 2009 | Универсиада      | Белград          | Кольца        | 1     | 15.675 | 1               |                |
| 2009 | Кубок России     | Пенза            | Кольца        | 1     | 15.900 |                 |                |
| 2009 | Чемпионат мира   | Лондон           | Кольца        | -     | -      | 27              | 14.525         |
| 2010 | Чемпионат России | Пенза            | Кольца        | 1     | 16.000 |                 |                |
| 2010 | Кубок мира       | Москва           | Кольца        | 1     | 15.700 | 6               |                |
| 2010 | Кубок мира       | Осиек            | Кольца        | 1     | 15.850 |                 |                |
| 2011 | Чемпионат России | Пенза            | Кольца        | 1     | 15.825 | 4               |                |
| 2011 | Кубок мира       | Париж            | Кольца        | 2     | 15.766 |                 |                |
| 2011 | Чемпионат Европы | Берлин           | Кольца        | 2     | 15.775 | 2               | 15.525         |
| 2011 | Кубок мира       | Москва           | Кольца        | 2     | 15.725 | 1               | 15.750         |
| 2012 | Чемпионат Европы | Монпелье         | Кольца        | 1     | 15.666 | 2               | 15.466         |
| 2013 | Чемпионат мира   | Антверпен        | Кольца        | 2     | 15.733 | 4               | 15.600         |